# تيليكوم (حوت قاتل)
تيليكوم (ديسمبر 1981 - 6 يناير 2017) هو كان ذكر حوت قاتل عاش معظم حياته في سي وورلد أورلاندو. في عام 2010 هاجم مدربه وقتله في حادث حظي بتغطية واسعة من قبل وسائل الإعلام الدولية. وقبل ذلك بعد أعوام تسبب في مقتل شخصين حيث كان الحادث الأول وقع في كندا عام 1991 وتكرر الأمر في عام 1999 داخل منتجع سي وورلد. كان تيليكوم محور أحداث فيلم الحوت الأسود. وفي يوم 6 يناير 2017 أعلنت سي وورلد وفاة تيليكوم.